# ستيفان روسو
ستيفان روسو (بالإنجليزية: Stéphane Rousseau)‏ (و. 1966 – م) هو ممثل، وممثل هزلي، وممثل أفلام، من كندا، ولد في مونتريال.

## جوائز
حصل على جوائز منها:
- 24th Genie Awards [الإنجليزية]‏.

## وصلات خارجية
- ستيفان روسو على موقع IMDb (الإنجليزية)
- ستيفان روسو على موقع ألو سيني (الفرنسية)
- ستيفان روسو على موقع ميوزك برينز (الإنجليزية)
- ستيفان روسو على موقع أول موفي (الإنجليزية)
- ستيفان روسو على موقع قاعدة بيانات الأفلام السويدية (السويدية)
- ستيفان روسو على موقع قاعدة بيانات الفيلم (الإنجليزية)
- ستيفان روسو على موقع كينوبويسك (الروسية)